# Крабеова болест
Крабеова болест   (леукодистрофија глобоидних ћелија, ОМИМ 245200) редак је аутозомно рецесивни поремећај лизозомалног складиштења  узрокован недостатком галактоцереброзидазе која утиче на мијелински омотач нервних ћелија у мозгу и целом нервном систему. Овај по својој суштини дегенеративни поремећај уништава заштитни слој нервних ћелија. Спада у групу наследни поремећаја и ретких болести са учесталошћу 1/100.000 људи.
Клиничка слика се обично јавља  код беба до 6 месеци старости и завршава  смрћу детета пре друге године. Ако се болест јавља код нешто старије деце или одраслих, напредовање болести доста варира.
За Крабесову болест не постоји лек, па се лечење заснива на подршци и нези. У неким случајевима, позитивних резултата у терапији било је након трансплантације матичних ћелија, посебно ако деца још нису развила симптоме, или код старије деца и одраслих.

## Називи
Крабесова болест (названа по данском неурологу Кнуду Харалдсену Крабеу) носи и називе  леукодистрофија глобоидних ћелија и галактозилцерамидна липидоза

## Епидемиологија
Крабеова болест не погађа само људе, већ је примећено да и друге животиње као што су мајмуни, мишеви и пси развијају Крабову болест. Док су одређена брисања гена чешћа од других, широм света су откривене нове мутације које доводе до Крабове болести. Најчешће је главни узрок болести делеција ГАЛЦ гена, што узрокује недостатак ГАЛЦ ензима. То је случај код 80% пацијената европског и мексичког порекла. Стопа морталитета од ране инфантилне Крабеове болести је 90% пре друге године живота. Каснији почетак симптома је повезан са дужим животним веком, при чему старија деца генерално преживе две до седам година након почетне дијагнозе.
Крабова болест се јавља код 1/100.000 порођаја. Пошто је болест наследна, стопе инциденције се веома разликују од популације до популације. Стопа инциденције је изузетно ниска у Јапану, са између 5 и 10 случајева на 1.000.000 живорођених. У Сједињеним Државама, Крабеова болест се јавља код отприлике 1 од 100.000 живорођених. Скандинавске земље извештавају о стопи инциденције од 1/50.000 рођених. У одређеним заједницама Крабеова болест је много чешћа, као што је заједница Друза у Израелу, која има стопу инциденције од 6 / 1.000 живорођених. Сматра се да је ова виша стопа делимично последица високе учесталости сродних бракова. Утврђено је да је скоро 35% свих бракова Друза између првих рођака у породици. У јеврејским заједницама није забележен ниједан случај Крабове болести.
Време почетка такође варира по учесталости у зависности од локације. Рана инфантилна Крабова болест је најчешћи облик болести у целини, али нордијске заједнице имају тенденцију да имају чак и веће стопе раног почетка Крабеове болести, док земље јужне Европе имају већу инциденцу случајева касног почетка. Тешко је проценити учесталост Крабове болести код одраслих, због недоследности у класификацији случајева касног почетка код одраслих.

## Етиопатогенеза
Крабеова болест се јавља када дете наследи мутирани ген од оба родитеља (по један пар од сваког родитеља). Овај мутирани ген је одговоран за регулацији производње протеина. Ако на њему постоји грешка, нормална производња протеина се неће одвијати. 
Код Крабеове болести, пар мутираних гена производи мало или нимало ензима галактоцереброзидазе (ГАЛЦ), који је одговоран за разлагање одређених супстанци у лизозомима. Као последица непостојања галактоцереброзидазе настаје акумулације масти (галактолипида), који производе и одржавају заштитни слој нервних ћелија. Превише галактолипида има токсични ефекат, који се пре свега односи на самоуништење ћелија које производе мијелин.
Недостатак (губитак) мијелина, односно демијелинизација, омета/прекида слање  „порука” преко нервних ћелија.

### Генетика
Ген галактозилцерамидазе ( ГАЛЦ ), такође познат као ген галактоцереброзидазе, налази се на хромозому 14q31. Више од 200 ГАЛЦ патогених варијанти, укључујући бројне мале делеције и инсерције, идентификовано је код пацијената са свим клиничким типовима Крабеове болести.
Неке патогене варијанте резултују инфантилним типом ако се утврди да су хомозиготне или са другом тешком патогеном варијантом, а неколико патогених варијанти може предвидети мање озбиљан фенотип. Међутим, корелације генотип-фенотип нису добро утврђене за Крабеову болест, са изузетком пацијената који су хомозиготи за најчешћу делецију (велика 30 килобазна делеција), или оних који имају друге варијанте скраћења, померања оквира или бесмислене варијанте.
Делеција од 30 кб  чини приближно 40 до 45 процената патогених алела код инфантилних пацијената у северној Европи и присутна је у приближно 35 процената патогених алела код инфантилних мексичких пацијената.

### Фактори ризика
Ако родитељи имају половину мутираног гена, ризик да се дете разболи је следећи:
- 25% од почетка болести ако су два мутирана примерка наследна
- 50% да ће дете бити носилац ако наследи само један мутирани примерак од једног родитеља, што неће довести до појаве болести
- 25% могућности да се наследи нормалан пар гена

Родитељи који носе мутирани галактоцереброзидаза ген, имају породичну историју болести или су већ имали дете са Крабеовом болешћу, па им се саветује да се јаве генетском саветовалишту.

## Клиничка слика
Клинички симптоми Крабеове болести обично почињу у доби од три до шест месеци, и имају следеће карактеристике:
- Деца се лако иритирају и имају тенденцију да имају нападе вриштања које је тешко контролисати.
- Когнитивно - моторички развој се зауставља.
- Тоничко истезање ногу може се јавити као одговор на спољашње стимулусе.
- Рефлекси се више не могу покренути.
- Слепило се јавља код оптичке атрофије.
- Утрнулост, трајни опистотонус са савијеним рукама и равним ногама, хиперсаливација и грозница се развијају како болест напредује.

Исти симптоми се јављају и код посебних облика са касним почетком, само што болест почиње касније и напредује спорије.

## Дијагноза
Постоји неколико начина да се утврди присуство Крабеове болести. Скрининг новорођенчади за Крабеову болест укључује испитивање осушених крвних зрнаца на активност ГАЛЦ ензима и молекуларну анализу за доказе мутација ГАЛЦ ензима. Одојчад која показује ниску активност ензима и/или мутације ензима треба упутити на додатна дијагностичка испитивања и неуролошки преглед.
Вредност од 0 до 5% ГАЛЦ ензимске активности примећено је код свих симптоматских особа са Крабеовом болешћу.  Висока концентрација психозина у осушеним мрљама крви такође се може идентификовати као маркер Крабеове болести.
Студија из 2011. године открила је да особе са Крабеовом болешћу, посебно особа са каснијим почетком, имају тенденцију ка абнормалном повећању на већим концентрације протеина ЦСФ-а.
Болест се може дијагностиковати на основу:
- карактеристичног груписањем одређених ћелија (вишејезгарне глобоидне ћелије),
- знакова демијелинизације
- знакова дегенерације нерава и уништавањости можданих ћелија.

Напади су карактеристика Крабеове болести. Електроенцефалограм је пожељан за документовање епилептиформног пражњења јер се спазми изазвани стимулусом често могу погрешно протумачити као напади.
Пажљиво испитивање мрежњаче (ретине) ће такође помоћи да се уочи присуство вишње-црвене макуле или другог облика макуларне дегенерације.
Даља евалуација укључује биопсију коже за ултраструктурну анализу и ензимске анализе култивисаних фибробласта. У изузетним околностима, неко би могао изабрати да уради биопсију ректума или да уклони слепо црево да би потражио неуронско складиште у ћелијама миентеричних плексуса.

## Терапија
Иако не постоји познати лек за Крабеову болест, показало се да се трансплантација коштане сржи или трансплантација хематопоетских матичних ћелија (ХСЦТ) може применити у раном току болести. Генерално, лечење поремећаја је симптоматско и подржавајуће. Физикална терапија може помоћи у одржавању или повећању мишићног тонуса и циркулације.
Петнаестогодишња студија о развојним исходима деце са Крабеовом болешћу која су била подвргнута ХСЦТ у првих седам недеља након рођења показала је да пацијенти имају бољу прогнозу и за животни век и за функционалност, уз спорију прогресију болести.  Чак и особе са симптомима са Крабеовом болешћу касније могу имати користи од ХСЦТ-а ако се болест дијагностикује довољно рано.  Крв из пупчане врпце се обично користи као извор за трансплантиране матичне ћелије.
Клиничка испитивања генске терапије тренутно укључују прве пацијенте.

### Симптоматска терапија
Управљање симптомима може бити посебно тешко за особе са инфантилним почетком, пошто симптоми имају тенденцију да брзо напредују.  Пошто не постоји третман за Крабеову болест, управљање стањем је обично подржавајуће и има за циљ ублажавање симптома. Подстиче се честа евалуација како би се предвидио почетак и припрема за одређене симптоме.
Физикална терапија може помоћи у ублажавању моторичких потешкоћа и повећању миђићне снаге, покретљивости и флексибилности.
Гастростомске цеви се користе да би се заобишле потешкоће у храњењу и спречила аспирација. Истовремено уметање гастростомске цеви и друге процедура   се обично изводе како би се спречила потреба за секундарном хируршком процедуром.
Пацијенти са Крабеовом болешћу са тешким моторичким дефицитом су подложније прекомерном храњењу, јер им је потребна мања потрошња калорија, а самим тим и мање калорија него што старатељи могу очекивати.
Постоје докази да рутинске вакцине могу убрзати напредовање болести; многи појединци са Крабеовом болешћу обично не прате обавезни план вакцинације.

#### Генетско саветовање
Крабеова болест се наслеђује аутозомно рецесивно. Приликом зачећа, сваки брат оболеле особе има 25% шансе да буде погођен, 50% шансе да буде асимптоматски носилац и 25% шансе да не буде погођен и да није носилац.
Када се идентификују ГАЛЦ патогене варијанте код погођеног члана породице, могуће је: 
- Тестирање носиоца или ризичних рођака — са рецесивном патогеном варијантом на одређеном локусу на једном хромозому пара за који се не очекује да ће развити манифестације сродног стања; може се односити и на особу са уравнотеженим преуређењем хромозома.[а] [24]
- Пренатално тестирање за трудноћу са повећаним ризиком — може се користити да би се утврдило да ли је фетус захваћен одређеним поремећајем. Инвазивне процедуре као што су узорковање хорионских ресица (ЦВС), амниоцентеза или узорковање периумбиликалне крви (ПУБС) се користе за добијање узорка за тестирање; снимање (нпр ултразвук, МРИ) се користи за процену анатомије фетуса. [24]
- Преимплантациона генетска дијагностика — која обухвата генетско тестирање једне или више ћелија уклоњених из раних ембриона зачетих вантелесном оплодњом и преношење у материцу мајке само оних ембриона за које је утврђено да немају патогене варијанте/аномалије хромозома које изазивају забринутост.[24]

## Компликације
Већина беба и мале деце  до друге године губи борбу са овом болешћу, обично због респираторне инсуфицијенције или веома слабих мишића што доводи до непокретности.
Тинејџери и старије особе имају очекивани животни век од две до седам година након што им је дијагностикована  болест. 
Неке од компликација које се могу очекивати су:
- инфекције,
- респираторни проблеми,
- инвалидност и
- вегетатирање у последњим стадијумима болести.